# 正法寺 (新居浜市)

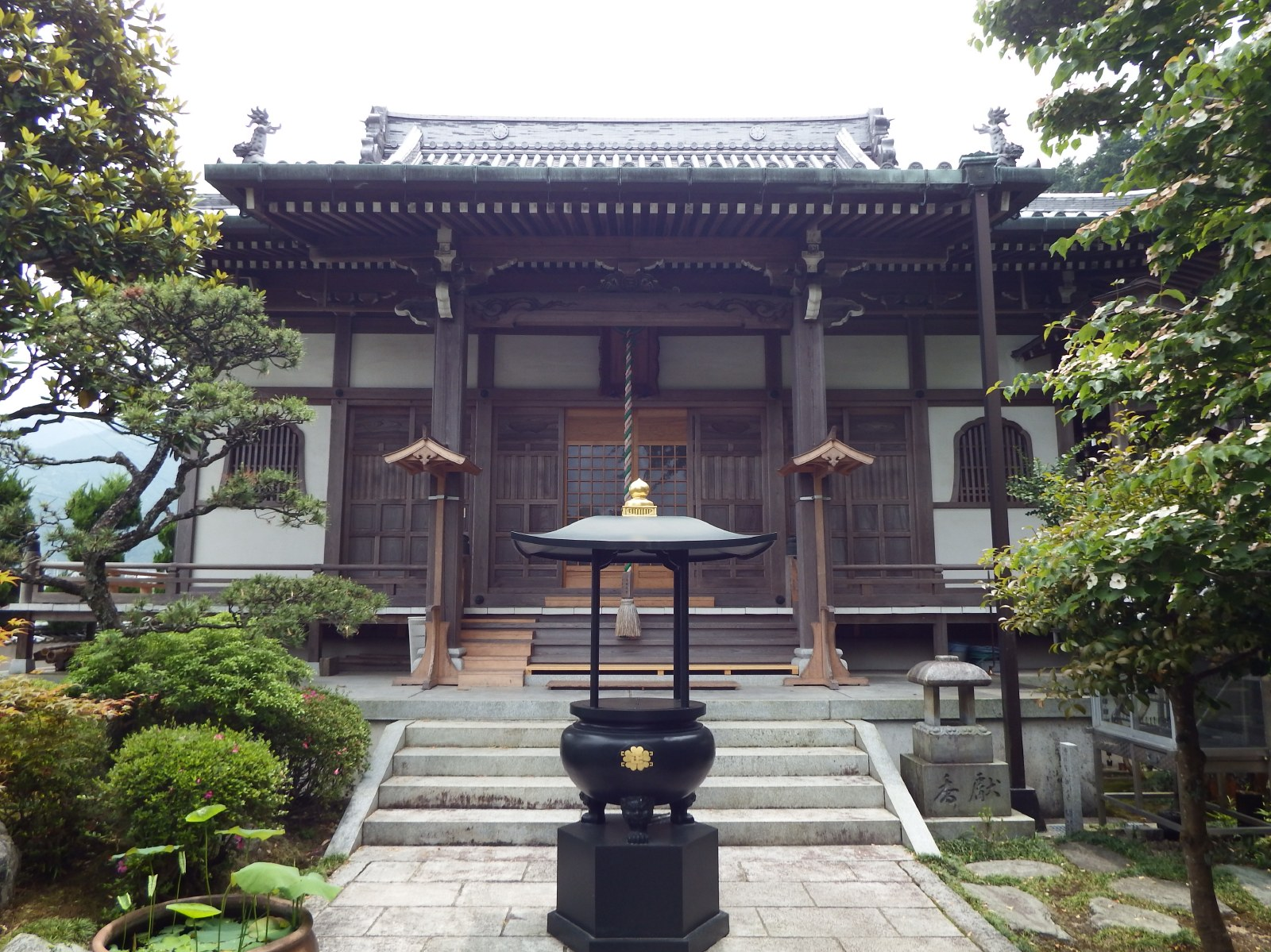
本堂

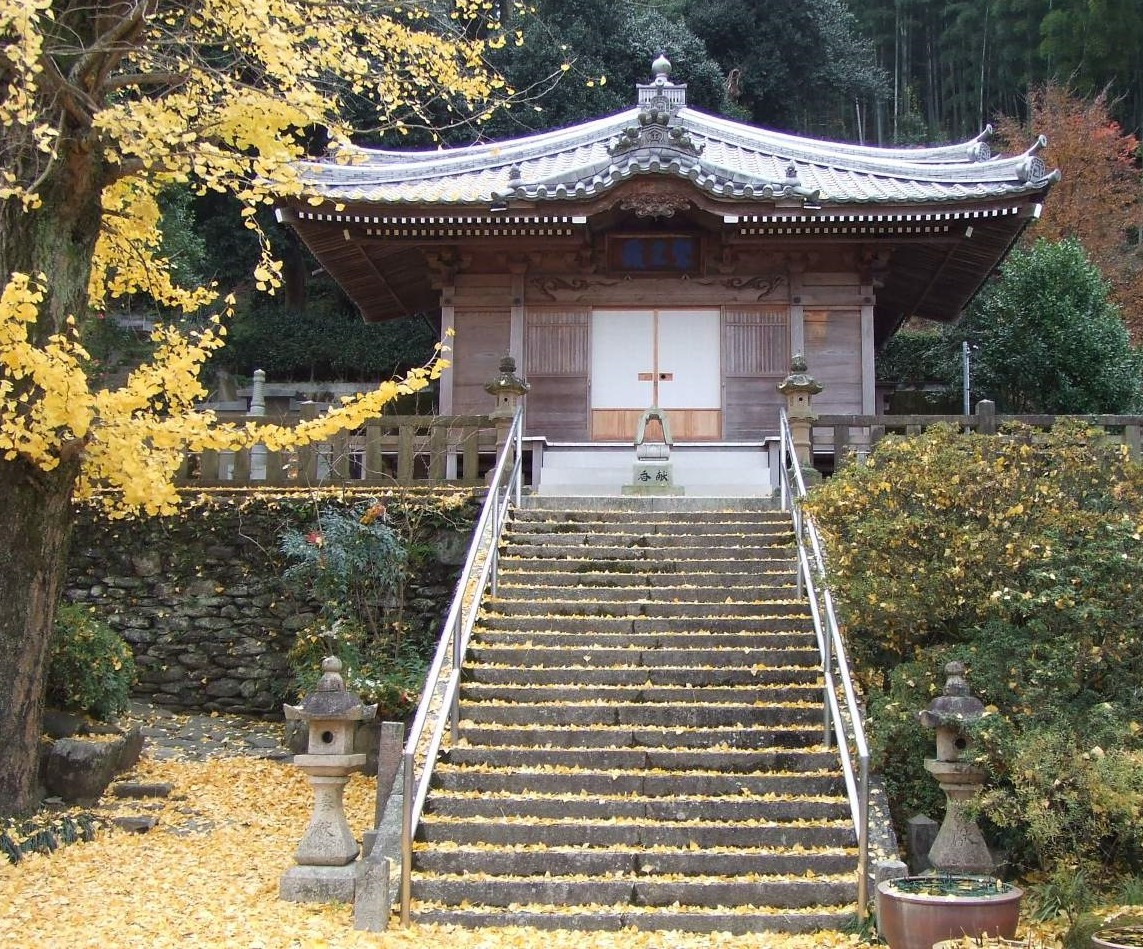
薬師堂

正法寺（しょうぼうじ）は、愛媛県新居浜市大生院にある真言宗御室派の寺院。
正式名称は石鈇山往生院正法寺（いしづちざんおうじょういんしょうぼうじ）。嵯峨天皇の勅願寺としても知られ、伊予三名山笹ヶ峰の別当寺である。この地域の「大生院」の地名は、当寺院号である往生院から名付けられている。

## 歴史
石鈇山往生院正法寺は平安時代初頭に賀美能宿禰により創建された。由緒には一宮神社で生まれた上仙を開基にしたとある。
平安初期 の文献によると神野郡（現在の新居浜市、西条市）は石鎚山 の麓として古代より神が祀られていた地域であり、東大寺の穀倉地としても重要地とされ、この地の人々の菩提寺として大寺が存在したと記載されている。
正法寺は嵯峨天皇の勅願寺として七堂伽藍を有する伊予国最大級の巨刹であったが、戦国時代天正13年（1585年）の天正の陣が起きた際、その兵火により全焼。一度は再建されるも、渦井川の氾濫など相次ぐ災害により元禄時代に山裾へ移転建立され仁和寺の末寺として新たな歴史を歩むことになる。
現在の客殿・旧本堂は文政8年（1825年）智雄の時代に建てられたもので棟札には「奉再建 本堂一宇」現住沙門権大僧都 智雄代との記述がある。大壇那庄屋高橋大助とあり、総檀中が寄進や奉仕で敬仏の誠を尽して再建。旧本堂上段の間の造りは近代名作とも云われ、これらの建築に携わった人々の誠意と優秀な技術がしのばれている。
小松藩治世の天保時代には栄澄上人や栄尊上人等の先師を輩出。近藤篤山の漢詩では壇信徒との親しき関係や貧しき中にも心のゆとりがあった良き時代が表現されている。

## 正法寺と笹ケ峰
寺伝や大生院村庄屋文書によると古く平安時代から正法寺が別当となり、頂上に石鈇大権現を勧請して修験道の道場として栄えた。
奈良時代の石鎚山は笹ヶ峰を指していたとする伝承があり、現在でも石鈇権現の別当を主張して毎年7月に笹ヶ峰お山開き登拝が開かれている。 
JR中萩駅は正法寺参詣や笹ケ峰信仰の下車駅として誘致された。駅前には「石鈇山」の扁額がかかる石の鳥居が道路を跨ぐように建てられている。
（新居浜市の西南に位置する標高1860m・四国第三位を誇る笹ケ峰は伊予の高嶺と呼ばれており、登山史上・加賀の白山・大和の大峯山などと同じく古くからの聖山として知られている。）

## 新居誕生史
伊豫の神野郡から宮中に仕えた女性が嵯峨天皇の乳母を務め、その功績によって神野宿禰の称号を賜ったことが日本書紀の第弐巻続日本紀に記載されている。これは嵯峨天皇の諱が乳母の出身地から神野親王と名付けられ、同じく乳母にも神野の名が贈られたものとある。
その後、嵯峨天皇の即位に伴い神野の郡名が天皇の諱と重なる為、神野郡に変わる新しい地名として新居（にい）の名を授かったとされ、これが新居郡の誕生（新居誕生史）である。神野郡が新居郡に改められたのは「嵯峨天皇大同四年九月乙巳、改伊予国神野郡為新居郡、以触上諱也」。新居郡への改称については類聚国史でも大同四年・西暦八百九年と記載されている。
皇室（平安宮）を退官して帰郷した神野宿禰が上仙を開基とし、秦氏の氏寺として正法寺を建立した。

## 近年の発掘調査
現在、寺の北側には田園が広がっているが、これら一帯が境内であり、北方約200メートル先にそびえ立つ大イチョウの樹の付近が本殿だったとされている。
昭和5年（1930年）7月、附近の田圃の畔から蓮華紋巴瓦唐草瓦及び泥塔30数個を発見したが、泥塔は伊予国において初めての発見となった。瓦の種類には、単弁式蓮華紋巴瓦二種、宝相花紋巴瓦一種等があり当時の雄姿を物語っている。
近年の研究や調査により正法寺では以下の説明がされている。
「昭和5年（1930年）と平成30年（2018年）、その史実に基づき正法寺前の田を発掘した所、 泥塔（でいとう）や瓦が発見され、文献の裏付けとなりました。正法寺は長年に亘り人々の心の支えとなりながら当地の発展を見守ってきました。現在の本堂は、元禄年間に京都御室派（仁和寺）の末寺となり、山裾へ移転建立されたものです。かつての境内は寺の前の田がそうであり広さは東西約100ｍ、南北約 500ｍ、約五町歩の面積でした。広大な寺域には中門・金堂・講堂・鐘楼・庫裏等、いわゆる七堂伽藍があり瓦葺きの寺が建っていました。今も田の名に築山・中門・鐘楼堂・ 蓮池などの名が残っています。
古くから附近の田から古瓦や仏塔・陶片が沢山出土し、これらの年代は、奈良時代末から鎌倉時代初期にかけての様々なもので単弁式蓮華紋、忍冬唐草紋、宝相蓮華紋瓦、宝連花紋唐草瓦等各種等も見つかっています。」

## 境内
- 山門

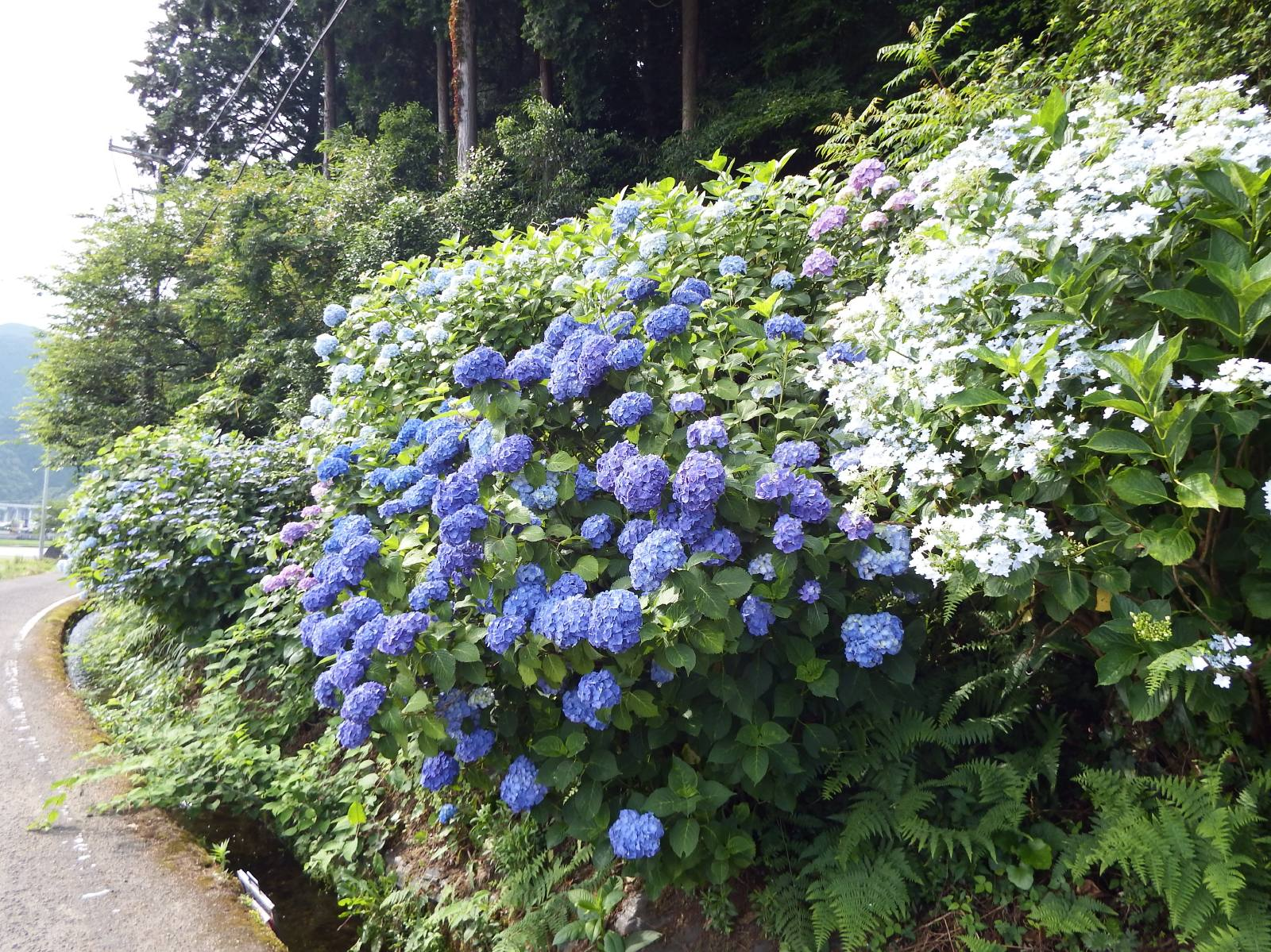
紫陽花が出迎える

- 本堂：昭和59年3月15日落慶。本尊大聖不動明王。
- 薬師堂：扁額は「醫王殿」、本尊は新居の薬師如来三尊立像。脇に不動明王坐像、蔵王権現と三体の権現像。
- 榮澄廟（祠）：中興第8世。74歳天保3年11月29日早朝没。
- 六地蔵堂
- 客殿
- 石碑：白象（高野山元管長森寛紹座主）の句碑「在りし日のこと偲ばるる曼殊沙華」が山門を入って左にあり、近藤篤山の20字の漢文で「清らかな渦井川で足を洗う。故事では水が濁っていれば足を洗い、澄んでいれば冠を洗う事となっているのだが　自分は無官の身なので洗う必要もない。何物にも束縛されない自由な身を楽しもうではないか。」の意味の漢詩碑（昭和37年度大生院中学校卒業生寄贈）が正面駐車場にある。

## 周辺

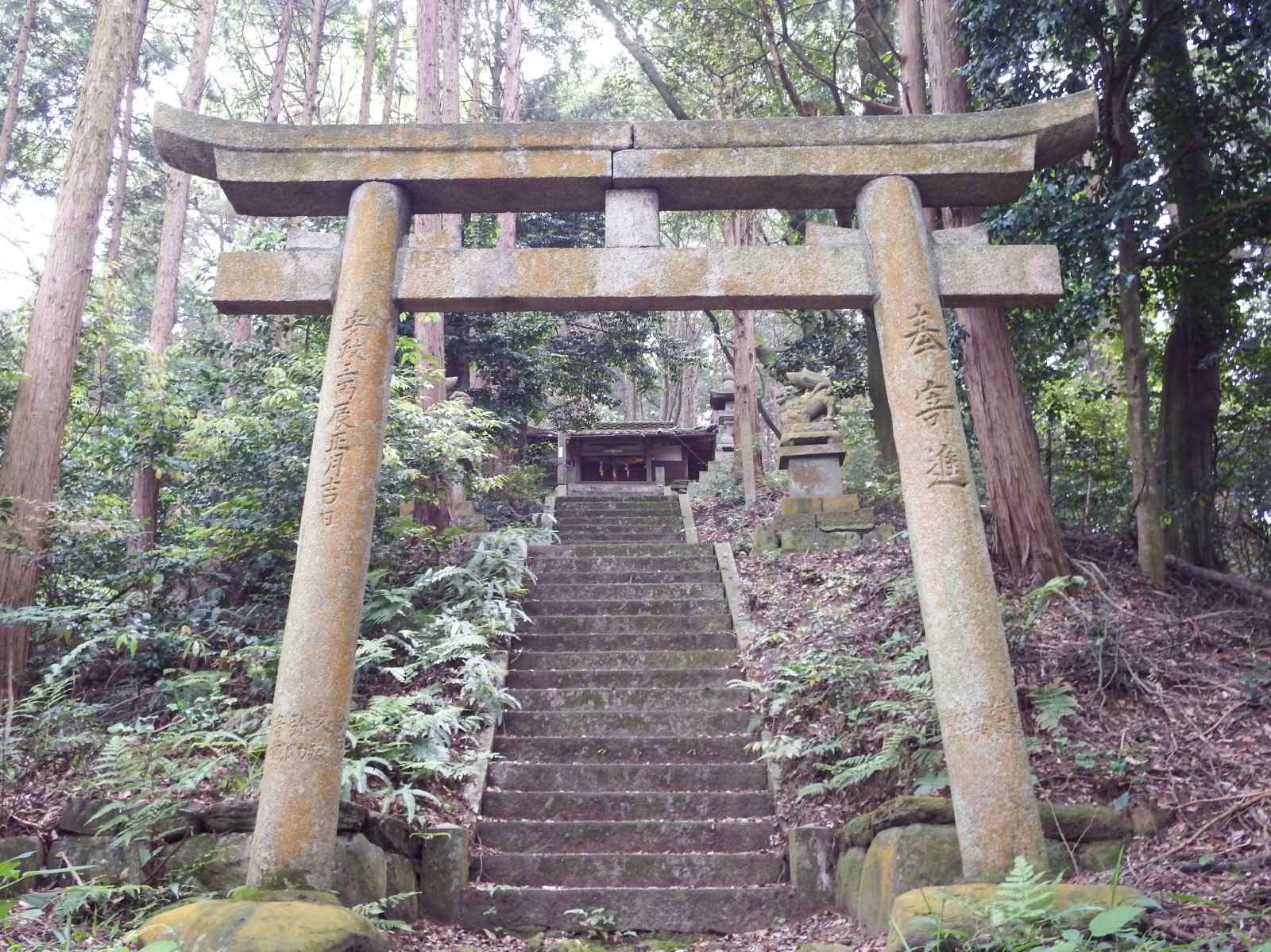
王神社　三の鳥居と拝殿

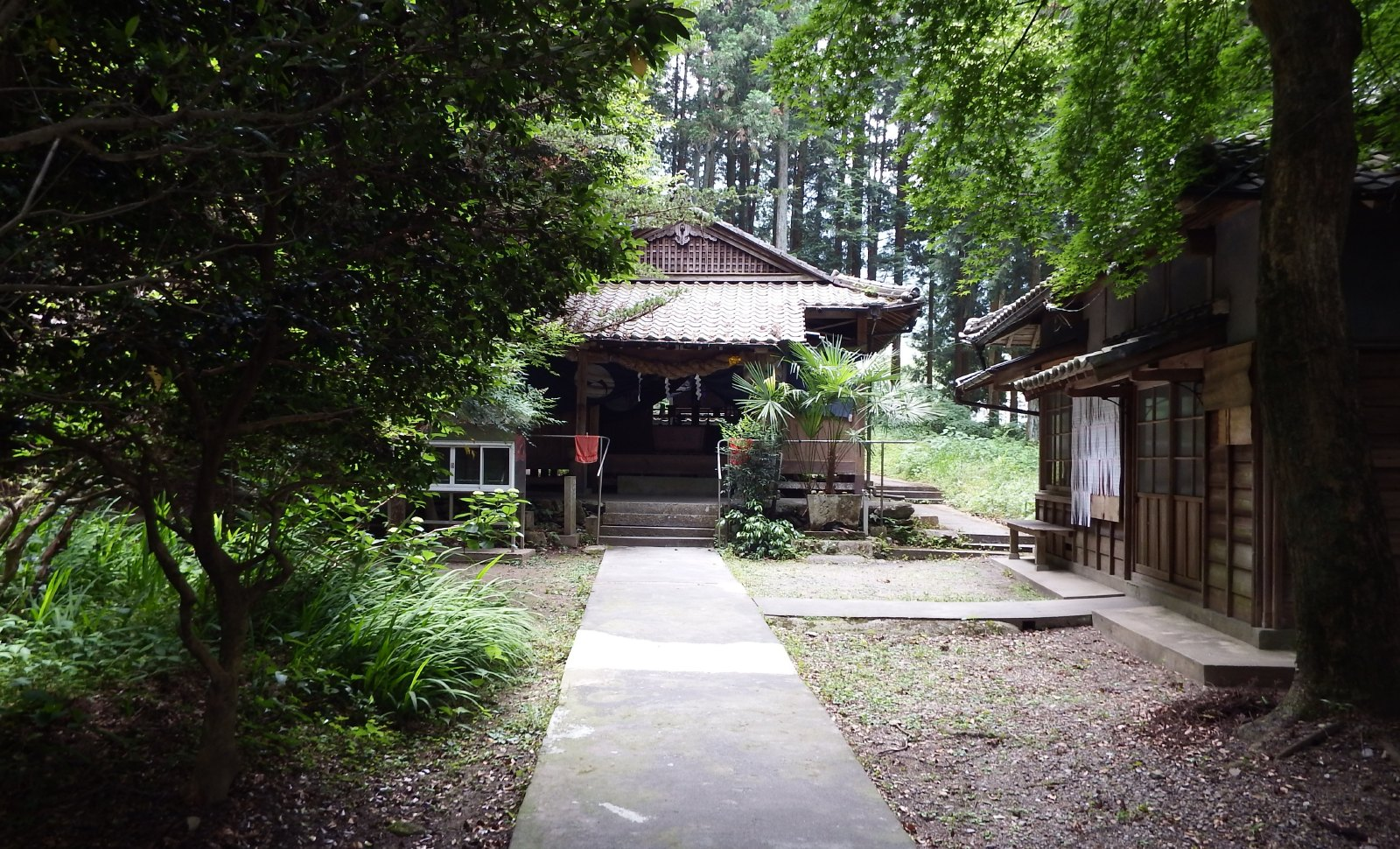
妙見神社の参道と拝殿

- 王神社：祭神は本智命、大祭は10月15日。
- 妙見神社：祭神は菊理媛命、大祭は2月初牛。御利益は眼病平癒。